# 高崎弁当
高崎弁当株式会社（たかさきべんとう）は、高崎駅を拠点とする駅弁の調製業者である。群馬県高崎市の名物であるだるま（達磨）をかたどった容器を使用した「だるま弁当」が有名だが、他にも多数の商品を販売している。

## 沿革
創業は1884年（明治17年）で、上越線（高崎線）が開業したのを契機におにぎり弁当を発売したことがきっかけとなっている。
2008年現在では、駅弁の製造販売のほか、駅構内での食堂や立ち食い蕎麦店などの営業・料理や弁当の製造販売とデリバリー事業・ドライブインやレストラン事業などを多角的に行っている。
JR高崎駅構内での販売は日本レストランエンタプライズ (NRE、現JR東日本クロスステーション) との合弁会社「株式会社NREたかべん」によって行っていたが、全株式をNREに売却、NRE完全子会社の「株式会社NRE高崎サービス」となり、高崎弁当との資本関係は無くなった（2022年4月1日付でJR東日本クロスステーションに吸収合併され解散）。
かつては一般道路の路面店舗を展開していた関係で新潟市内などにも、だるま弁当のロードサイド店が存在していた。

## 商品

### 鶏めし弁当
1934年発売。茶飯の上に海苔が敷いてあり、その上に鶏のそぼろと照り焼き、コールドチキンが載っている。舞茸入りの鶏肉団子（つくねのような形状）と、こんにゃく玉、栗、漬物などがおかずとしてついている。だるま弁当ほどには有名ではないが、古くからの定番商品であり、継続して販売されている。

### だるま弁当
1960年に発売された。発売当初は陶磁器の容器が使われていたが、1973年にプラスチック製の容器に切り替えられた。プラスチック容器の色は赤が基本だが、1997年の北陸新幹線（高崎駅 - 長野駅間）先行開通のおりには緑色のものが販売されたことがある。茶飯風の炊き込みごはんの上に、筍・こんにゃく・栗・牛蒡・鶏肉などのおかずが載せられている。容器はだるまの口の部分に穴が空いており、食べ終わった後は貯金箱として使うこともできる。
2000年には、容器・具材とも子ども向けにした「ハローキティのだるま弁当」も発売されている。2006年5月からは、瀬戸物の容器を用いた「復古だるま弁当」が発売されている。具材・米ともにすべて群馬県産の農畜産物を使用し、着色料・保存料などの食品添加物の使用も極力減らしたものとなっている。
上信越自動車道の横川サービスエリア（下り線）でも販売されている。

### 特製幕の内弁当
1961年に発売された。駅弁の定番商品の幕の内弁当系列のもの。俵型を模した型押し白ご飯におかずを組み合わせたもの。

### 上州の朝がゆ
| 早朝にしか手に入らない「朝がゆ」 |  | 早朝にしか手に入らない「朝がゆ」 |
| 早朝にしか手に入らない「朝がゆ」 |  |                                  |

1981年発売。粥に小えび、栗が入っており、漬物がつく。粥と漬け物が入った2つの発泡スチロール容器をボール紙パッケージに詰めた、駅弁としては珍しいスタイルのもの。朝の6時半から2時間限定で100食の限定販売。早い時には6時台に売り切れてしまうこともある。2019年販売終了

### 上州舞茸弁当
1984年発売。舞茸の炊き込みご飯とおかずの幕の内。おおむね特製幕の内弁当のごはんを舞茸ご飯としたという構成になっている。

### 川魚鮨
1990年発売。岩魚を使った押し寿司。漬物もつく。

### その他の商品
チャーシュー弁当
駅弁としては、他に「上州の秋」「上州の冬」などの季節限定弁当や「JR20周年記念・まるごと群馬」のような企画弁当がある。
駅弁以外の弁当商品として、「京風弁当」「ランチ弁当」「スポーツ弁当」「お弁当」「お料理（おかず折り詰め）」などのカテゴリのものが、定番商品としてラインナップされており、群馬県内のイベント・行事等に頻繁に供されている。

## 展開店舗

### 群馬県
- 高崎市
  - 高崎駅構内販売所
  - たかべん食堂[5]
  - 工場直売所
- 前橋市 - レストラン　ジェロール
- 安中市 - 上信越自動車道横川サービスエリア（下り線）[3]

### 新潟県
- 長岡市 - 関越自動車道越後川口サービスエリア（下り線）
- 妙高市 - 上信越自動車道妙高サービスエリア（上り線）

### 茨城県
- 小美玉市 - 常磐自動車道美野里パーキングエリア（上り線）

## 参照項目
1. 1 2  高崎弁当株式会社 第57期決算公告
2. ↑  株式会社ＮＲＥ高崎サービスの情報｜国税庁法人番号公表サイト
3. 1 2  “上州の2大駅弁 上信越道に進出”. 交通新聞 (交通新聞社):  p. 2. (1993年3月5日)
4. ↑  鉄道ファンに激震!?　幻の駅弁「上州の朝がゆ」がひっそり販売終了(デイリー新潮)
5. ↑  たかべん弁当 https://tabelog.com/gunma/A1001/A100102/10014910/